# Miedwiecko
Miedwiecko (niem. Madüsee)  – kolonia wsi Zieleniewo w Polsce położona w województwie zachodniopomorskim, w powiecie stargardzkim, w gminie Kobylanka, położona 5 km na północny wschód od Kobylanki (siedziby gminy) i 8 km na północny zachód od Stargardu (siedziby powiatu). W Miedwiecku znajduje się przystanek kolejowy, oprócz niego w Gminie Kobylanka znajduje się dodatkowo stacja kolejowa Reptowo. 
W latach 1975–1998 miejscowość położona była w województwie szczecińskim.

## Nazwa
Nazwa jest substytucją fonetyczno-słowotwórczą pierwotnej nazwy niemieckiej, uformowaną na wzór nazw z formantem -sko. Niemiecka nazwa Madüsee ma charakter topograficzno-relacyjny jest ponowiona z nazwy jeziora Madü („Miedwie”).